# Isesaki
Isesaki (伊勢崎市 (Y Thế Khi) Isesaki-shi) là một thành phố thuộc tỉnh Gunma, Nhật Bản và là một đô thị loại đặc biệt của Nhật Bản từ 2007.
Thành phố nằm ở khu vực trung tâm của đảo Honshū. Isesaki là thành phố lớn thứ 4 ở Gunma và là thành phố phát triển hàng đầu của tỉnh Gumma. Trung tâm thành phố cách trung tâm Maebashi 15 km, trung tâm Tōkyō 95 km, và nó nằm ở phía tây bắc của vùng Kantō, gần kề tỉnh Saitama trên sông Tone.

## Lịch sử
Ngày 1 tháng 1 năm 2005 các thị trấn Akabori, Sakai và làng Azuma từ quận Sawa sáp nhập vào thành phố.
Thành phố thành lập ngày 13 tháng 9 năm 1940.
Isesaki là quê hương của Adachi Mitsuru, tác giả manga Tầm với, cũng như một vài người khác.

## Đô thị xung quanh
- Gunma
  - Maebashi
  - Kiryū
  - Ōta
  - Midori
  - Tamamura
- Saitama
  - Honjō
  - Fukaya

## Thành phố kết nghĩa

### Trong nước
- Teradomari, Niigata

### Ngoài Nhật Bản
- Springfield, Missouri, Hoa Kỳ
- Mã An Sơn, Trung Quốc